# Orchestre Lamoureux
Das Orchestre Lamoureux, auch Orchestre de l'Associacion des Concerts Lamoureux, ist ein durch Charles Lamoureux im Jahre 1881 als Société des Nouveaux-Concerts
gegründetes Orchester in Paris mit Sitz am Théâtre des Champs-Élysées. Es wird gefördert durch die Stadt Paris und besteht aus ca. 85 durch Wettbewerb ausgewählten Musikern.
Das Orchester hat eine große Bedeutung für das französische Musikleben, viele große Dirigenten und Interpreten sind mit ihm aufgetreten; mit ihm fanden unter anderem folgende Premieren statt:
- Emmanuel Chabrier: España                                                (1883)
- Gabriel Fauré:     Pavane                                                (1888)
- Claude Debussy:    Trois Nocturnes                                   (1900, 1901)
- Claude Debussy:    La Mer                           (1905)
- Maurice Ravel:     Menuet antique                                        (1930)
- Maurice Ravel:     Klavierkonzert G-Dur (1932)

## Dirigenten
- Charles Lamoureux (1881–1897)

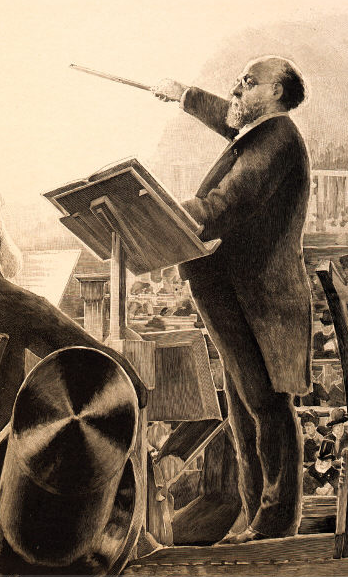
Charles Lamoureux

- Camille Chevillard                            (1897–1923)
- Paul Paray                                    (1923–1928)
- Albert Wolff          (1928–1934)
- Eugène Bigot                                  (1935–1950)
- Jean Martinon                                 (1951–1957)
- Igor Markevitch                               (1957–1961)
- Jean-Baptiste Mari                            (1961–1979)
- Jean Claude Bernède                           (1979–1991)
- Valentin Kojin                                (1991–1993)
- Yutaka Sado                                   (1993–2011)
- Fayçal Karoui                                 (2011–2015)[1][2]
- Adrien Perruchon                              (2021–)[3]